# Romford
Romford er en stor by i det østlige London, og administrationcenter for London Borough of Havering. Den ligger omkring 23 km nordøst for Charing Cross, og det er en af de store byområder, som er en del af London Plan.
Historisk har Romford været en købstad i grevskabet Essex, og den fungerede som administrativtcentrum for liberty of Havering, indtil det blev opløst i 1892. Gode veje til London og åbningen af en jernbanestation i 1839 var vigtige elementer i byens udvikling og Romfords økonomiske historie understøttede overgangen fra landbrug til let industri og senere detailhandel. Som en del af Londons forstadsområders vækst i 1900-tallet blev Romford udvidet voldsomt og byen oplevede en stor befolkningstilvækst. I 1937 blev den et municipal borough, og det har været en del af Greater London siden 1965, hvor området blev inkorporeret fra Essex.
I dag er Romford et af de største kommercielle, detailhandel, underholdnings og fritidsområder i London, og det har en veludviklet natte-økonomi. I 2011 havde byen et indbyggertal på 122.854.